# Behnam Mohammadi Stadium
Masdżed-e Solejman Stadium – wielofunkcyjny stadion w Masdżed-e Solejman, w Iranie. Obiekt może pomieścić 8000 widzów. Swoje spotkania rozgrywają na nim piłkarze klubu Naft Masdżed-e Solejman.